# 超絶倫人ベラボーマン
『超絶倫人ベラボーマン』（ちょうぜつりんじんベラボーマン）は、1988年5月20日にナムコ（現在はバンダイナムコエンターテインメント）から発売されたアーケード向けの横スクロールアクションゲーム。

## 概要
主人公である「ベラボーマン」を操り、悪の科学者・爆田博士率いるロボット軍団と戦う特撮ヒーロー風の世界観となっている。
アーケード版は、ゲーム誌『ゲーメスト』の企画「第2回ゲーメスト大賞」（1989年度）にて読者投票により大賞3位を獲得、またゲーメストムック『ザ・ベストゲーム』では第23位を獲得した。
後に家庭用ゲーム機や携帯電話へ移植されている（詳細は#他機種版を参照）。
2013年にはiOSおよびAndroid用ソフトとして、全面リメイクされた新作『BRAVOMAN®: BINJA BASH!』が配信された。
アーケード版では筐体に「ベラボーマンボタン」と呼ばれるボタン2個（攻撃用とジャンプ用）を搭載しており、ボタンを押した強さで主人公の手・足・首が伸びる長さや、ジャンプの高さをそれぞれ弱・中・強の三段階で調整できる独特の仕様を持っていた。正式名称を「タッチレスポンススイッチ」と言い、ボタン内に縦に2つのスイッチを内蔵し、2点間の通過時間（ボタンを押しこむ速さ）によって強弱を判定していた。熱中したプレイヤーに何度も強打されて故障することが多く、メンテナンス上の理由からこのギミックは本作限りになった。

## ゲーム内容
昭和40年代の高度成長期の頃の日本を背景にしたノスタルジックな世界観を舞台に、腕や足はおろか首まで伸びる異色のヒーロー「ベラボーマン」を操り、悪の科学者・爆田博士率いるロボット軍団と戦うヒーローアクションゲーム。製作には『源平討魔伝』（1986年）を作成した通称「源平プロジェクト」が携わっている。入力デバイスは8方向レバー1本と前述のベラボーマンボタン搭載のトリガーが2つである。
全32面。任意スクロールのアクションステージと強制スクロールのシューティングステージが存在し、それぞれで操作が異なる。アクションステージは長いマップもあれば、ボスキャラクターと対戦だけのステージ、アイテムが多く配置されているボーナスステージのようなものなど様々。
いずれのステージにもベラボーマンには体力ゲージがあり、敵の攻撃・体当たりを受けることにより減少し残量が無くなることでゲームオーバーとなる。クレジット（通称：銀の力）投入によりその場で体力が回復し、継続プレイが可能。

### アクションステージ
町および忍者屋敷が舞台。各ステージにはボスが存在し、倒すことでステージクリアとなる。
最初のステージのみα遊星人が現れ、操作方法を教えてくれる。α遊星人にも当たり判定が存在し、攻撃が可能。

#### アイテム
おにぎり、ラーメン、寿司
それぞれ体力小回復、中回復、大回復。
貫通拳
攻撃に貫通効果が付与され、体力の高いボス敵などには多段ヒットとなる。横幅が広いほど与えるダメージも大きい。PCエンジン版では時間制限あり。
波動弾
アイテム一つにつき10発撃てる、ボス敵のガードをもぶち抜く飛び道具。福引男により支給された特殊エネルギーを手の甲の「ベラボーイニシャルビームガン」から発射する。
オロ○ミンC
一定時間、無敵状態となる。
新幹線
そのステージのゴール地点まで一気にワープする。ステージによってはオロ○ミンCと同効果を得られる。
スカ
はずれアイテム。得点が少し入るのみ。
1UP
PCエンジン版のみ登場。特定の場所でのみ出現し、コンティニュー許容回数が1回増える（裏技でその場コンティニューを使えるようにしていた場合、1UP取得と同時に裏技の効果がなくなる）。

#### アクションステージでの操作
レバーを左右に入力することにより横方向へ移動。同じ方向へ入れっぱなしにすることにより走り出す。下方向に入れるとしゃがむ。左トリガーで攻撃、右トリガーでジャンプを行う。それぞれボタンを叩く強さにより射程・飛距離が変化する。
ベラボーパンチ
直立状態および小ジャンプ中の攻撃。
ベラボーキック
直立状態でレバーを上に入れての攻撃。斜め頭上へキックを繰り出す。大ジャンプ中に攻撃ボタンを押すと真横にキックする。
ベラボーヘッドバット
しゃがみ状態での攻撃。四足でしゃがんだ状態から首を伸ばして頭突きする。
ベラボーハイハイ
しゃがみ状態のまま左右へ移動。このアクションを使わないと通れない箇所もある。
ジャドーハイジャンプ
ベラボージャンプ（大ジャンプ）の上昇中に攻撃を連打すると通常の大ジャンプよりも遙かに高い場所までジャンプすることができる。低い位置から連打を始めれば到達点はより高くなる。これを使わないと到達することの出来ない地形も存在するが、この操作をしなくてもゲームクリアへの支障は無い。ジャンプの下降中には攻撃を連打したりレバーを下方向に入れたりすることで着地のタイミングを調節できる。

### シューティングステージ
ベラボーマンが海に落下してからスタートする。海底が舞台。海底や岩にぶつかってもペナルティはないが、画面端と岩に挟まれるとダメージを受ける。ステージの最後にいるボスを倒すとステージクリア。敵は福引き券をもっておらず、パワーアップの要素がない。体力回復アイテムは出現する。旧バージョンではウ号を撃ち続けていると永久パターンになったため、新バージョンでは修正された。
シューティングステージでの操作
レバーにより任意の方向へ移動。左トリガーで正面への射撃、右トリガーで下方向へ弧を描く弾を発射する。

### その他
- アーケード版のブラックベラボーマンは、すぐ横にベラボーマンがいると攻撃してこない。
- ステージクリア時の福引男に話し掛けた後、スクロールが止まるまで左に動いて福引男を画面外に出してしまうと、クリアできなくなる。ただし、ウ号は出現する。
- 一般的なスイッチ（トリガー）を使用した場合、スイッチを弱く押しても、ベラボースイッチを強く叩いた状態と同じ状態の攻撃やジャンプになる。
- ベラボースイッチは故障すると換えが利かないため、予備のスイッチが無い基板所有者やロケーションでは上記の一般的なスイッチにするしか手段がなかった。これを解消するために月刊アルカディアにて代用ベラボースイッチの作り方の記事が掲載されたことがある。

## 設定

### ストーリー
平凡なサラリーマンの中村等（なかむら ひとし）は、ある日の残業を終えての帰り道、突如として現れたアルファー遊星人から銀の力と超変身物質ヘラとボーを授かり、スーパーヒーロー、ベラボーマンに変身できるようになる。そしてベラボーマンは、世界征服の手始めとして新田（にった）4丁目への侵略を開始した悪の科学者、爆田博士率いるロボット軍団と戦うことを決意する。

### ステージ構成
町
忍者屋敷
海
爆田博士の秘密基地

### キャラクター
ベラボーマン
声 - 梅津秀行、稲田徹（『NAMCO x CAPCOM』）
本作の主人公。サラリーマン中村等が超変身物質と銀の力によって変身した姿。昭和33年3月20日生まれ（29歳）。福島県飯坂出身、東京都多摩市豊ヶ丘の公団住宅在住。保険会社「目蒲火災海上保険」のセールスマンが本業。まり子という名前の妻と息子、娘がいる。「絶倫」は「群を抜いて優れていること」で、「超絶倫」は「べらぼうな」を意味する。
α遊星人（アルファーゆうせいじん）
中村等に「超変身物質」を授けた宇宙人。そのステージのボスに関する情報をくれるが、大した内容ではない。殴ると「アホタレ!なにすんねん!」などと色々叫ぶ。
福引男（ふくびきおとこ）
ベラボーマンにアイテムをくれる、下半身がガラポン型のロボット。敵を倒し、福引補助券を10枚（=福引券1枚になる）集めると鈴の音と共にどこからともなく登場し、体力回復・攻撃力上昇といったアイテムを置いて去っていく。ただしスカもあり。なお、アイテム自体は特定の場所にも配置されている。
また、アクションステージの最後に登場、福引券の枚数と同数のおにぎりをくれる。α遊星人同様、殴ると色々なことを言う。8発殴ると怒り出し、そのプレイ中は一切のアイテムをもらえなくなる。
ブラックベラボーマン
声 - 飛田展男、関智一（『NAMCO x CAPCOM』）
市街地ステージのボス。ベラボーマンと同じ形状で色違いの黒のパワースーツに身を包み、ベラボーマンと同様の攻撃を繰り出してくる。通常攻撃6発分のダメージを与えると「おぼえてろよ」と捨て台詞を残して去っていく。
正体は中村等の商売敵であるミロ保険のベテラン・セールスマン、妙島。29歳、独身。　ラストバトル直前での最後の戦いに打ち勝つと、実はα遊星人が愛のムチとして自分を差し向けていたことを明かし、ベラボーマンの成長を認め回復アイテムを授けて去っていく。PCエンジン版は正体が異なり、最終ステージで明らかになる。
ブラックシーベラボー
PCエンジン版のみに登場するブラックベラボーマンの水中形態。
爆田博士（ばくだはかせ）
声 - 中潟憲雄
本作の最終ボス。体中の半分以上にサイバネティック化を施したマッドサイエンティスト。131歳、ナイスミドルのロマンスグレー。本名、爆田狂男（くるお）。きのこ雲のように逆立った紫色の巨大なパーマヘアが特徴的。ミサイル攻撃と頭髪からのレーザー攻撃が武器。ダメージを与えるには弱点を突く必要があり、一定回数ダメージを与えるとボディが爆発。残った頭部だけで分身の術を繰り出しながらレーザー攻撃を繰り返す。子供の頃は平賀源内、学生時代は西村真琴と研究し、その後アインシュタインやヒトラーに学び、現在はバイオテクノロジーを研究している。結婚経験はないが、妾が100人以上いる。
ゾルタン
市街地ステージのボスで、戦闘ロボ軍団のリーダー的存在。中世の騎士のような上半身と、馬の後半身に翼が生えたかのような下半身を持つ。V字軌道を描きながら体当たりをかけて来る。1発でもこちらの攻撃が入ると盾を装備して画面右隅へと移動し、上下に往復移動しつつ弾をばら撒く。盾を後ろへ引いた時しか攻撃を受け付けない。アーケード版では最後まで倒すことができず一定ダメージを与えると捨て台詞を残して逃げていくが、PCエンジン版では2回目に登場した時に勝利すると撃破される。
わや姫（わやひめ）
声 - 花咲きよみ、鈴木麻里子（『NAMCO x CAPCOM』）
忍者屋敷ステージの中ボスで、忍者軍団の紅一点。「アナタの負けよ」と空中から舞い降り、けたたましい笑い声と共に振り下ろした刀から火柱を走らせる“おほほの術”を繰り出す。
スリーサイズは上から88・54・87であることがPCエンジン版にて判明。アルファー遊星人いわく「タイプ」らしい。
ピストル大名（ピストルだいみょう）
忍者屋敷ステージのボス。得意技は土下座からの騙し討ち。土下座して改心した振りをしつつちょんまげ型の頭部の大砲からミサイルを発射する。
アーケード版では3度目の土下座の後に姿を消す。PCエンジン版では1回目登場時に勝利すると上空へ逃げ、2回目登場時に勝利すると撃破される。
本作では敵役だが、後に『ピストル大名の冒険』にて主役を務めることとなる。本作での卑怯な性格も、正義に燃える正々堂々とした物に改められている。
雷丸（いかずちまる）
声 - 飛田展男
忍者屋敷ステージのボス。雷手による張り手を連発しながら画面を往復する。前面からでは貫通拳でもダメージを与えられない。アーケード版ではかなりの頻度で登場し、最終ステージ手前では他のボスと同時に何度も出てくる。2体同時に登場するステージでは片方が空中を歩く。
ベンジャミン大久保彦左衛門（ベンジャミンおおくぼひこざえもん）
忍者屋敷ステージのボスで、通称ヘビメタ忍者。奇妙な踊りを披露しながら手裏剣を投げてくる。後半のステージでは2人同時に登場し、プレイヤーを苦しめる。
ツイン・スキュレーン
海底ステージのボスで、アトランティスの守護神獣。うねりながら弾をばら撒く二本の首を破壊すれば本体は逃げる（PCエンジン版は首を破壊すると本体も破壊）。後半のステージでは赤いバージョンが出る。
初号401（うごうよんまるいち）
爆田博士の頭部を模した巨大メカ。「ウゴー」という唸り声と共にベラボーマンを追跡しつつレーザーを連発してくる。永久パターン防止キャラクターだが、旧バージョンでは倒すことができたため、後のバージョンで修正された。ボスとして登場する場合は破壊可能で、PCエンジン版ではアイテムのステージにも登場する。
響笑翔衝斉（きょうしょうしょうしょうさい）
忍者屋敷ステージのボス。十字手裏剣型に変形して体当たりしてくる。
トリガーG7
市街地ステージのボス。鶏肉として加工されそうになっていた鶏が、爆田博士に救われ、改造されたもの。長く伸びた首の先の頭から弾を撃ってくる。PCエンジン版では首を壊すと今度は本体が走り回りながら弾を撃つ。
アタックボンバーV9
市街地ステージのボス。ロケットパンチを繰り出しながら移動。足元には当たり判定がなく、ベラボーハイハイで通り抜けることができる。体力がゼロになると背中に搭載された自爆装置が起動、特攻を仕掛けてくる。
アトランチス大王「シルヴィアンI世」
海底ステージのボス。中央に座って弾を撃ち、その周りをアトランチス人4体が守っている（アーケード版では固定、PCエンジン版では円状に動く）。本体は一切動かず、アトランチス人4体を全て倒せば本体は逃げる。
海底ウ号（かいていウごう）
ウ号の水中バージョン。アトランチス大王同様、アトランチス人4体が守っている。PCエンジン版では本体も猛スピードで弾を撃ってくる他、アトランチス人だけでなく本体も倒さなければならない。海底ステージのボスの中では最強の相手。
ボスウンババ
トーテムポールとだるま落としをモチーフとした市街地ステージのボス。本体は上下に動き、緑の顔や赤の顔は斧のような弾を飛ばしてくる。柱を形作る赤と緑の顔を攻撃すると画面右へ吹っ飛び、更に跳ね返ってくる。跳ね返って来た顔は避けないとダメージを受ける。本体だけにしてしまえば何もできなくなる。

## 他機種版
PCE版以外、社名を「バンナム」（発売当時はバンダイナムコゲームス）と略記。
| No. | タイトル               | 発売日                          | 対応機種                      | 開発元             | 発売元     | メディア                                        | 型式    | 備考                                              |
| --- | ---------------------- | ------------------------------- | ----------------------------- | ------------------ | ---------- | ----------------------------------------------- | ------- | ------------------------------------------------- |
| 1   | 超絶倫人ベラボーマン   | 1990年7月13日 1990年            | PCエンジン                    | ナウプロダクション | ナムコ     | 4メガビットHuCARD                               | NC90005 | -                                                 |
| 2   | 超絶倫人ベラボーマン   | 2007年5月22日 2007年4月11日     | Wii                           | ナウプロダクション | バンナム   | ダウンロード （バーチャルコンソール）           | -       | PCエンジン版の移植。 2019年1月31日 配信・販売終了 |
| 3   | 超絶倫人ベラボーマン   | 2009年10月6日                   | Wii                           | ナムコ             | バンナム   | ダウンロード （バーチャルコンソールアーケード） | -       | アーケード版の移植。 2019年1月31日 配信・販売終了 |
| 4   | 超絶倫人ベラボーマン   | 2010年10月28日                  | EZアプリ                      | バンナム           | バンナム   | ダウンロード （ナムコEZゲームス）               | -       | PCエンジン版をベースにした移植                    |
| 5   | 超絶倫人ベラボーマン   | 2010年11月1日                   | iアプリ S!アプリ              | バンナム           | バンナム   | ダウンロード （ナムコ・ゲームス）               | -       | PCエンジン版をベースにした移植                    |
| 6   | BRAVOMAN®: BINJA BASH! | INT 2013年8月29日 2013年10月4日 | iOS Android                   | バンナム           | バンナム   | ダウンロード                                    | -       | リメイク版                                        |
| 7   | 超絶倫人ベラボーマン   | 2023年6月8日                    | PlayStation 4 Nintendo Switch | バンナム           | ハムスター | ダウンロード （アーケードアーカイブス）         | -       | アーケード版の移植                                |

PCエンジン版
1990年7月13日発売。
面構成やゲームバランスが大幅に再調整されたリニューアル版とも言える内容で、アーケード版よりも難易度が低くなり、家庭用向けにより遊びやすい仕上がりとなっている。アーケード版の売りの1つであったベラボースイッチは搭載されず、ボタンを押し続ける長さだけで強弱を調節する仕様に変更された。
日本国外出荷のTurboGrafx-16では、『Bravoman（ブラボーマン）』という名称で発売された。
ボタン以外の、アーケード版から仕様変更された主な箇所は下記のとおり。
- ステージ数が全22面に再構成されアーケード版から大幅に変更されている。また、1面での操作説明なども削除された。
- 音声合成のボイスの数がアーケード版より減少。
- ゲーム中の吹き出しによるセリフはオリジナルのものに差し替え。
- 各ステージのボス戦前に吹き出しによるセリフが追加された。
- ブラックベラボーマンの水中形態ブラックシーベラボーが登場する。
- ブラックベラボーマンの正体がα遊星人に変更。その理由も付けられている。
- 一部の背景の簡略化および商標に関する看板などの書き換え。
- ボスは一部のステージを除いて、アーケード版のように1つのステージ内で何人も出てくることは無い。
- ボスの耐久力はアーケード版よりも上がっている。2度目に登場する時はさらに耐久力が上がるボスもいる。
- ボス戦用のBGM、ボスを倒した後のBGMが追加された。
- コンティニュー時はステージの最初に戻される仕様になった。ただ裏技でAC版と同様にその場復活も可能。
- コンティニュー回数増加アイテムの1UPが追加された。
- 裏技のおまけモードで、爆田博士を除く各ステージのボスと連続で戦える「べらぼうまんの禁じられたあ・そ・び」モードを追加。

バーチャルコンソール版・バーチャルコンソールアーケード版
2019年1月をもって両方とも配信・販売は終了している。
バーチャルコンソールアーケード版（VCアーケード版）は、グラフィックや面構成などがアーケード版に準拠している。
両版とも、オリジナルとは微妙に変更されている箇所があるので下記に主なポイントを記載する。
- 操作方法の時、移動の説明のレバーが十字キーに差し替え。
- 一部背景の書き換え（タバコ屋の看板など実在の商標の看板）。
- コントローラーの種類により操作系統を選択できる。
  - wiiリモコン＝PCエンジン版と同様にボタンを押す長さでアクションの強弱を調整。
  - クラシックコントローラー＝アクションの強弱を、攻撃・ジャンプごとに、大中小3段階を計6ボタンに割り振って操作する。ボタンの配置換えは不可。

Let's!TVプレイCLASSIC版
バンダイが2006年頃に発売していたTV用玩具『Let's!TVプレイCLASSIC』シリーズの『ナムコノスタルジア3』に、本作のアーケード版とキャラをワンダーモモにしたアレンジ版を収録した移植が予定されていたが、諸般の事情により発売中止となった。
携帯アプリ版
バンダイナムコゲームス（配信開始当時の社名）のモバイルサイト「ナムコ・ゲームス」および「ナムコEZゲームス」より、2010年10月28日より配信されている携帯電話用アプリ。PCエンジン版をベースにして移植している（全22ステージなどの特徴が共通）。
BRAVOMAN®: BINJA BASH!
スマートフォン&タブレット用アプリ版。2013年8月29日に英語版が先行配信され、日本語版は2013年10月4日より配信された。
アーケードアーカイブス版
2023年6月8日にPlayStation 4とNintendo Switchで配信。後期バージョンを収録している。
「こだわり設定」でゲームスピードの調整、時間経過により出現するキャラクターの出現タイマーの表示の有無、開始ステージの選択ができるステージセレクトの設定が可能。操作タイプは「ボタン設定」にて3つのタイプから選ぶ事が可能。実在の商標看板の書き換え内容はバーチャルコンソールアーケード版と完全に一致しているが、タバコ屋の看板がアーケード版と同等になっている。(バーチャルコンソールでは"タバタ"と表記されていた)

## 開発
本作のディレクターと音楽を担当した中潟憲雄は、ベラボースイッチに関して「強く弾くと音が大きくなり、弱く弾くと音が小さくなる」シンセサイザーのタッチレスポンス鍵盤を使用している際に、ゲームへの転用を検討し始めた。
本作では中潟が自ら企画して「好きなことをやらせてもらった」と語っており、中潟が愛好する昭和30年代のヒーローもののオマージュという形で製作が進められた。
アニメタッチのキャラクターが多い事に関しては、東映のアニメ部門にいた人物をスタッフとして採用した事が影響している。
また、『帰ってきたベラボーマン』という続編の企画構想があることも中潟は語っており、「主人公は離婚して失業中、ホームレスにまで落ちぶれるが、変身して闘うことで本来の自分を取り戻し、家族の元に帰るという家族愛をテーマにした感動巨編」であるが、このテーマではゲームにならないとも語っている。

## 音楽

### テーマソング
ベラボーマン
歌 - 梅津秀行 / 作曲 - 中潟憲雄 / 作詞 - 源平プロ / 編曲 - 米光亮

### サウンドトラック
ナムコ ビデオゲームグラフィティVOL.4
テーマソングと声の出演者によるドラマパート、ゲーム中のボスの音声入りの原曲メドレーの3部構成。
ナムコベストヒットパレード
ベストアルバム。テーマソングを収録。
ナムコ グラフィティコレクション ベスト10
ベストアルバム。テーマソングとオリジナルBGMを収録。

## スタッフ
- ディレクター：中潟憲雄
- プログラマー：大久保良一
- スーパーバイザー：高橋由鬼夫
- チーフ・デザイナー：吉羽孝雄
- ヘビーメタル：大久保高嶺
- アダプター：ながしままさと
- ネクロマンサー：杉浦俊朗
- アニメーター：岩見英明
- デバッガー：くぼたとしひさ
- ベラボーギャル：なかがたまりこ
- ステレオ パパ：きむらかずなり
- ミュージック：中潟憲雄

## 評価
アーケード版
ゲーム雑誌『ゲーメスト』の企画「第2回ゲーメスト大賞」（1989年度）で、読者投票により大賞3位を獲得している。その他に、ベストエンディング賞で3位、年間ヒットゲームで12位、ベストキャラクター賞では本作の主人公であるベラボーマンが1位、わや姫が3位、中村等が12位、爆田博士が17位、ベンジャミンが20位を獲得している。
また、1991年に刊行されたゲーメストムック『ザ・ベストゲーム』において、それまでの全アーケードゲーム作品を対象とした読者投票では第23位を獲得、同誌では「1度ならず何度クリアしても、その度にいろいろな遊びができるゲーム。隠しメッセージあり、1粒で100倍ぐらい遊べるのはベラボーマンしかない。こんなアクションゲームは今までなかった。地上最強のゲームだ」と評している。
PCエンジン版
ゲーム誌『ファミコン通信』の「クロスレビュー」では合計で26点（満40点）、『月刊PCエンジン』では85・95・95・90・85の平均90点（満100点）、『マル勝PCエンジン』では8・7・9・8の合計32点（満40点）、『PC Engine FAN』の読者投票による「ゲーム通信簿」での評価は以下の通りとなっており、23.75点（満30点）となっている。
また、この得点はPCエンジン全ソフトの中で54位（485本中、1993年時点）となっている。
同雑誌1993年10月号特別付録の「PCエンジンオールカタログ'93」では、「業務用から移植されたコミカルアクションゲーム。登場するキャラクタはすべてギャグ調。ただし、ゲーム自体はなかなかシビア」と紹介されている。
| 項目 | キャラクタ | 音楽 | 操作性 | 熱中度 | お買得度 | オリジナリティ | 総合  |
| 得点 | 4.47       | 3.66 | 3.78   | 3.98   | 3.73     | 4.14           | 23.75 |

## 関連作品

### ゲーム
- 源平討魔伝（1986年） - 源平プロの第1作。
- デジタル・デビル物語 女神転生II（1990年） - 爆田博士が狂人ドクターバクタとして登場。わや姫も名前のみ登場している。
- ピストル大名の冒険（1990年） - スピンオフ作品。本作のボスキャラクターであるピストル大名が主人公のシューティングゲーム。
- ナムコスーパーウォーズ（2002年） - ワンダースワン用に発売された、新旧のナムコキャラクターが登場するシミュレーションRPG。ベラボーマンも登場している。
- NAMCO x CAPCOM（2005年） - PlayStation 2用に発売された、ナムコとカプコンの新旧キャラクター200以上が登場するモノリスソフト開発のシミュレーションRPG。ベラボーマンや主な敵キャラクターが登場しており、ブラックベラボーの設定はアーケード版に準じている。

### ShiftyLook企画
米国のバンダイナムコのコンテンツサービスプロジェクト『ShiftyLook』の1コーナーで、2012年3月から2014年3月までMatt Moylanによる本作のwebコミック版が連載された。キャラクター名は日本国外版『BravoMan』に準拠しており、キャラクターデザインも本家と微妙に変わっているが、同ホームページの日本語訳版では、日本語名に修正されている。2014年9月30日にShiftyLook閉鎖により配信終了。

#### Webアニメ
『BRAVOMAN』
全編英語で公式サイトでは日本語字幕はつく。アニメ版マッピーにもクロスオーバー出演している。
登場キャラクター
- ベラボーマン
- アルファーマン
- 爆田博士
- わや姫
- ブラックベラボーマン
- アタックボンバーV9
- 福引き男
- ベラボーウーマン
- マッピー（アニメ版からのゲスト出演）
- アルファーパパ&アルファーママ
- パックマン&モンスター（ゲスト出演）
- クロノア（ゲスト出演）
- 塊魂の王子（ゲスト出演）
- ヘビメタ忍者
- ワンダーモモ（アニメ版からのゲスト出演）
- グルーダー（アニメ版からのゲスト出演）
- ワルデモン（アニメ版からのゲスト出演）

各話リスト
| 話数   | サブタイトル                       | 英題                                         | 脚本        | コンテ                 | 配信日         |
| ------ | ---------------------------------- | -------------------------------------------- | ----------- | ---------------------- | -------------- |
| 第1話  | ベラボーマン誕生!                  | The Beginning and End of Bravoman            | Jim Zub     | Micro Chen Kyle Wilson | 2013年5月20日  |
| 第2話  | とっても危険なおてんば姫           | Perky Princess of Pointy Peril               | Matt Moylan | Micro Chen Kyle Wilson | 2013年5月27日  |
| 第3話  | 呪われたソファー                   | Couch of Doom                                | Matt Moylan | Micro Chen Kyle Wilson | 2013年6月3日   |
| 第4話  | 暗黒のストーカー                   | Watching From the Shadows                    | Jim Zub     | Micro Chen Kyle Wilson | 2013年6月10日  |
| 第5話  | ボス戦                             | Boss Bash                                    | Jim Zub     | Micro Chen Kyle Wilson | 2013年6月17日  |
| 第6話  | 月の裏からやってきたレーザーミイラ | Laser Mummies From Beyond the Moon           | Matt Moylan | Micro Chen Kyle Wilson | 2013年6月24日  |
| 第7話  | ベラボーウーマン誕生の秘密         | The Secret Origin of Bravo Woman             | Matt Moylan | Micro Chen Kyle Wilson | 2013年12月18日 |
| 第8話  | クリスマス・スペシャル             | Generic Winter Holiday Special               | Matt Moylan | Micro Chen Kyle Wilson | 2013年12月25日 |
| 第9話  | 悪の秘密結社                       | The Secret Society of Antagonists            | Matt Moylan | Micro Chen Kyle Wilson | 2014年1月15日  |
| 第10話 | ヘビメタ大乱闘                     | Heavy Meta Mayhem                            | Matt Moylan | Micro Chen Kyle Wilson | 2014年1月22日  |
| 第11話 | ベラボー×モモ（第2話/全3話）       | Bravo x Momo (Part 2 of 3)                   | Matt Moylan | Micro Chen Kyle Wilson | 2014年1月29日  |
| 第12話 | ジュラ紀宇宙アイス・ホッケー大冒険 | The Grand Prehistoric Space Hockey Adventure | Matt Moylan | Micro Chen Kyle Wilson | 2014年2月12日  |